# Хшенсне (Мазовецьке воєводство)
Хшенсне (пол. Chrzęsne) — село в Польщі, у гміні Тлущ Воломінського повіту Мазовецького воєводства.
Населення — 1174 особи (2011).
У 1975-1998 роках село належало до Остроленцького воєводства.

## Демографія
Демографічна структура станом на 31 березня 2011 року:
|          | Загалом | Допрацездатний вік | Працездатний вік | Постпрацездатний вік |
| -------- | ------- | ------------------ | ---------------- | -------------------- |
| Чоловіки | 574     | 142                | 386              | 46                   |
| Жінки    | 600     | 131                | 352              | 117                  |
| Разом    | 1174    | 273                | 738              | 163                  |